# Arturo Pomar
Arturo Pomar Salamanca (1º de setembro de 1931 - 26 de maio de 2016) foi um jogador de xadrez espanhol. Pomar foi o primeiro enxadrista do seu país a receber o título de Grande Mestre (GM) e foi sete vezes campeão nacional.

## Biografia

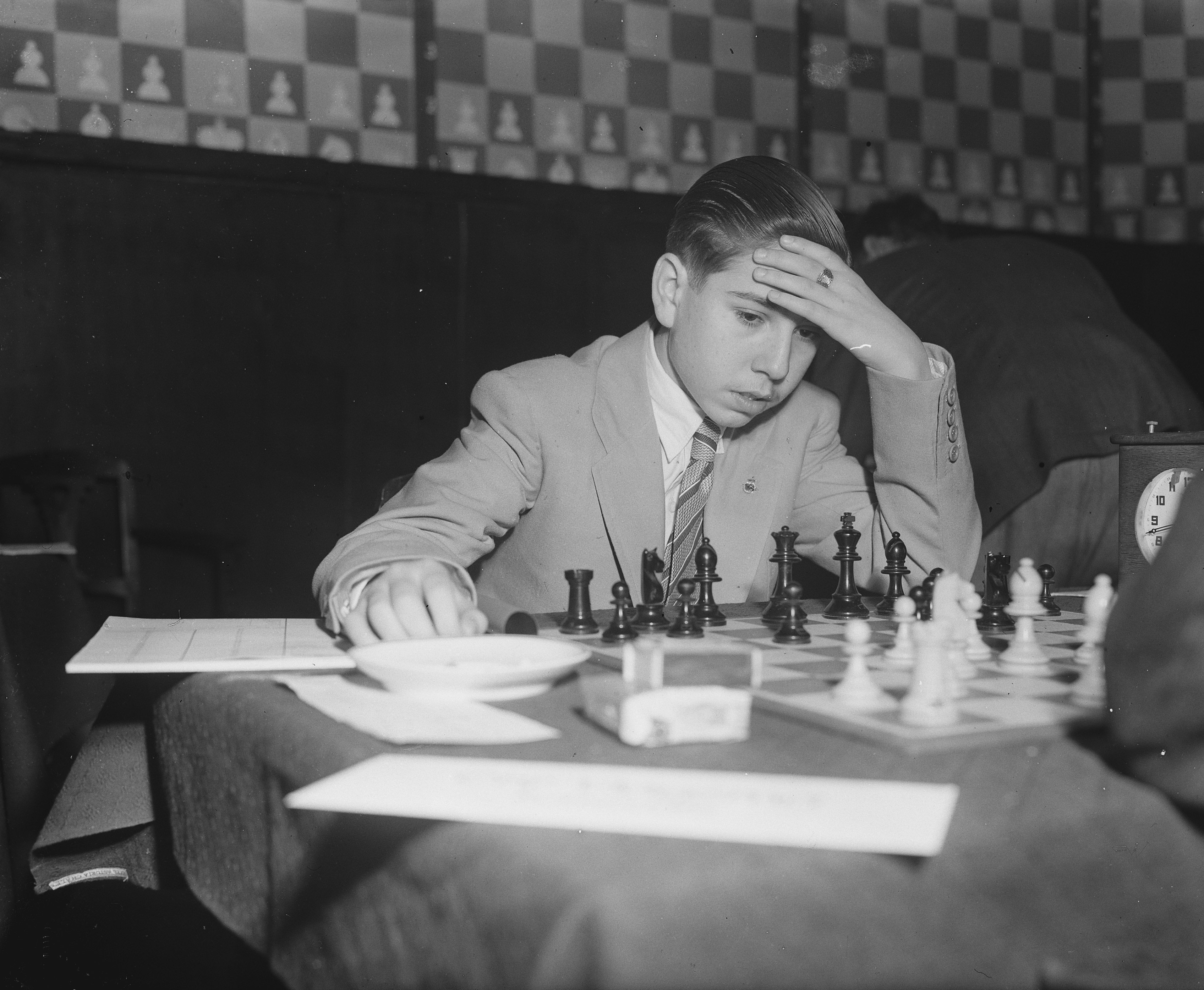
Arturo Pomar (Baarn, 1947)

Pomar foi aclamado como um prodígio do xadrez,  foi vice-campeão no Campeonato das Ilhas Baleares quando tinha 10 anos de idade, e ganhou o título no ano seguinte. Após a Segunda Guerra Mundial, o campeão mundial Alexander Alekhine passou uma temporada na Espanha e se interessou pelo talento de Pomar, ministrando uma série de aulas ao jovem enxadrista.  
Pomar jogou seu primeiro torneio internacional em Madrid, em outubro de 1943, apesar de ficar nas últimas colocações, derrotou Friedrich Saemisch, um forte jogados da época.  Com apenas 13 anos de idade, ele conseguiu empatar uma partida contra o próprio Alekhine em um torneio em Gijón (1944). A partida foi uma empolgante luta, com Pomar ficando com a partida ganha contra o então campeão mundial na fase final, alcançando uma posição teoricamente ganha. No entanto, passou a jogar sem exatidão, permitindo que Alekhine empatasse, em uma partida que terminou em mais de 70 lances. Alekhine venceu o evento e Pomar terminou em quinto. 
Sua precocidade convidava à comparação com prodígios anteriores como Paul Morphy, José Raúl Capablanca e Sammy Reshevsky .    Em seu país de origem, ele se tornou bastante famoso, aparecendo em entrevistas de rádio e em filmes, entretanto na vida adulta não repetiu o sucesso dos outros prodígios do xadrez.   

### Primeiro grande mestre da Espanha
Os melhores resultados de Pomar nas competições internacionais  ocorreram no Torneio Zonal de Madri de 1960, onde dividiu o primeiro lugar com Svetozar Gligorić, Jan Hein Donner e Lajos Portisch; em Torremolinos (1961) ficou em primeiro ao lado de Gligoric; Málaga (1964) obteve o título à frente de Portisch; em Palma de Mallorca (1966) terminou em segundo, com Mikhail Tal, sendo o campeão; e em Málaga (1971) ficou com o título.  Seu sucesso em 1960 o qualificou para uma das vagas no Torneio Interzonal de Estocolmo de 1962, no qual terminou em 11º com 23 participantes. Isso foi o mais longe que Pomar chegou no ciclo pelo campeonato mundial. 
Ele recebeu o título de Mestre Internacional em 1950 e se tornou o primeiro grande mestre da Espanha em 1962. 
Pomar foi campeão espanhol sete vezes (1946, 1950, 1957, 1958, 1959, 1962 e 1966),  e vice-campeão quatro vezes (1951, 1956, 1964 e 1969), recorde só ultrapassado por Miguel Illescas em 2011. 

### Vida posterior
Mais tarde, ele foi muitas vezes um convidado de honra, especialmente na Olimpíada de Xadrez de Calvia, realizada em 2004 em sua ilha natal. Em 2016, a FIDE reconheceu sua contribuição para a história do xadrez com um prêmio especial, seguindo uma proposta da ACP 
Ele morreu em Barcelona, em 26 de maio de 2016, após uma longa doença.  

## Obras publicadas
Pomar escreveu vários livros de xadrez em espanhol. 
- Mis cincuenta partidas con maestros (1945)
- Temas de ajedrez (1956)
- Las pequeñas ventajas en el final (1958)
- Ajedrez (1962)
- El arte de ver la ventaja (1968)
- Ajedrez elemental (com Vasily Panov) (1971)